# 1407 Lindelöf
1407 Lindelöf è un asteroide della fascia principale del diametro medio di circa 20,98 km. Scoperto nel 1936, presenta un'orbita caratterizzata da un semiasse maggiore pari a 2,7619782 UA e da un'eccentricità di 0,2824263, inclinata di 5,81115° rispetto all'eclittica.
L'asteroide è stato dedicato a Ernest Lindelöf, professore di matematica all'Università di Helsinki.